# 石井幸夫
石井 幸夫（いしい ゆきお、1946年 - ）は、日本の税理士。日本・モンゴル友好税理士協会会長、元日本税理士会連合会副会長、元千葉県税理士会会長、税理士法人瑞穂会計事務所代表社員。

## 人物・経歴
1946年2月生まれ。1968年千葉商科大学商経学部卒業。1975年石井会計事務所開設。1996年千葉県多古町代表監査委員（現任）、2007年4月千葉県税理士会長、2007年6月日本税理士会連合会副会長、2018年日本・モンゴル友好税理士協会会長、2019年税理士法人瑞穂会計事務所代表社員就任。